# كارل هوغو شترونتس
كارل هوغو شترونتس (بالألمانية: Karl Hugo Strunz)‏ (و. 1910 – 2006 م) هو عالم معادن، وأستاذ جامعي ألماني، ولد في فايدن إن در أوبربفالز، كان عضوًا في أكاديمية هايدلبرغ للعلوم والعلوم الإنسانية (منذ 1968)، والأكاديمية البافارية للعلوم والعلوم الإنسانية، والأكاديمية الألمانية للعلوم ليوبولدينا، توفي عن عمر يناهز 96 عاماً.

## التعليم
تعلم في جامعة لودفيغ ماكسيميليان في ميونخ، وتعلم في جامعة ميونخ التقنية
.

## جوائز
حصل على جوائز منها:
- نيشان استحقاق صليب الضباط لجمهورية ألمانيا الاتحادية
- وسام الصليب من رتبة استحقاق من جمهورية ألمانيا الاتحادية